# Detective Conan: The Fourteenth Target
Detective Conan: The Fourteenth Target, conhecido também como Case Closed: The Fourteenth Target (名探偵コナン 14番目の標的, Meitantei Konan: Jūyon-banme no Tāgetto) no Japão, é o segundo filme de Detective Conan. Foi lançado nos cinemas japoneses em 18 de abril de 1998. A versão em inglês foi lançada em DVD no dia 20 de novembro de 2007 pela Funimation. O filme arrecadou 1,85 bilhão de ienes no Japão.

## Enredo
No início do filme, Ran sonha com sua mãe, Eri, sendo baleada. Mais tarde, Ran liga para Eri e conta a ela sobre seu sonho. A cena então muda brevemente para a cena de uma prisão, onde um homem chamado Jo Murakami segura um caderno que diz: "Cidade de Beika, Kogoro Mouri". A cena muda novamente para os Detective Boys esperando em um banco pelo Professor Agasa. Enquanto espera, Ayumi tenta um love match, e a máquina diz a ela que Conan e Ayumi são uma combinação perfeita. Ela então tenta a sorte de Conan, que é "Uma chance para um A (beijo)"; quando Conan ouve isso, ele se pergunta a idade dessa máquina. Agasa então chega e leva os Detective Boys ao Museu Memorial Aeronáutico de Touto. Existem muitos tipos de helicópteros e aviões em exibição lá. Enquanto estava lá, Agasa tenta fazer uma charada, apenas para ser interrompido por Mitsuhiko, que também faz uma charada.
A charada de Mitsuhiko é: Três rapazes, nascidos no dia do ano novo, no dia da mentira e no dia das crianças formaram um clube. Qual era o nome do clube deles? A resposta: Tonakai (rena). Se você somar seus aniversários, eles se tornam To-na-kai, uma espécie de brincadeira de palavras japonesa. Assim que Conan resolve a charada, eles veem Shishido Eimei tirando fotos pelo museu. De volta à Agência de Detetives Mouri, Jo Murakami é mostrado batendo na porta. Quando ele não obtém resposta, ele vai embora.
Ran então é mostrada junto com Sonoko na sessão de autógrafos de um dos ensaístas, Minoru Nishina, que está lançando mais um de seus livros, onde ela lhe diz para continuar escrevendo livros "saborosos". Mais tarde, eles vão a um café, e Ran menciona a briga que fez Eri deixar Kogoro quando ela tinha sete anos. Ran também menciona que o jantar com Eri é às sete horas.
Mais tarde, Conan volta à agência para ver Kogoro se preparando. Ele vê uma entrevista na TV sobre Katsuyoshi Asashi, o dono do complexo de entretenimento "Aquacrystal", mas Ran desliga a TV e Conan rapidamente se prepara.
No jantar em um restaurante, o "La Fleur", Eri mostra-se astuta como sempre, prevendo que Kogoro se atrasaria porque jogou mahjong até tarde. Em seguida, um jogador de golfe profissional chamado Hiroki Tsuji, também conhecido de Kogoro, entra no restaurante. Kogoro menciona que Tsuji está participando do US Open.
Durante um jantar, Ran mostra um conhecimento surpreendente sobre vinho, sabendo para que serve o distintivo da uva (marca de um sommelier) e para que serve o tastevin no pescoço do sommelier. Conan é mostrado desfrutando do jantar, mas Ran percebe que a boca de Conan está suja e tenta limpá-la. No momento, Conan se lembra de sua fortuna "Uma chance para um beijo" e cora. No entanto, Kogoro usa seu pano para limpar Conan, o que o deixa furioso. Kogoro e Eri mostram uma química surpreendentemente boa durante o jantar, e durante a conversa Eri menciona o que aconteceu há 15 anos, quando Kogoro e Eri vieram a este restaurante. Mas então, Kogoro de repente vê Peter Ford, um apresentador, perto de Towako Okano. Quando Kogoro expressa raiva, acreditando que Ford estava flertando com Okano, Eri pensa erroneamente que Kogoro ama Okano e vai embora.
Uma semana depois, Megure aparece sendo atingido por uma flecha enquanto corria com sua esposa.
Kogoro, os Detetives Boys e Ran vão visitar Megure no hospital. Shiratori diz a eles que a flecha foi disparada com uma besta e que uma espada ocidental foi encontrada no local. Mais tarde, Eri é mostrada em seu escritório e sua assistente lhe dá um pacote com chocolates Zigoba dentro. Eri come um, mas de repente fica inconsciente, envenenada por produtos químicos agrícolas. No entanto, Eri não está em perigo, pois ela foi rapidamente levada para o hospital. Na caixa de chocolate, há uma flor de papel que parece familiar para Conan.
Mais tarde, Conan aparece com o Professor Agasa, o último consertando o skate de Conan, quando de repente a porta da frente é quebrada com uma pedra. Quando Agasa vai investigar o que aconteceu, ele é acertado por uma flecha por uma pessoa misteriosa em uma moto.
Quando o homem foge, Conan o persegue com seu skate, mas rapidamente o perde em uma bifurcação. Ele contata os Detetive Boys para procurar uma bicicleta, onde os Detetive Boys dão a localização aproximada do homem. Quando a pessoa vê Conan, ele repentinamente se vira e sobe e desce uma escada. Conan tenta persegui-lo, mas é distraído por uma velha que está caindo e perde a pessoa. Quando Conan retorna para a casa, ele encontra um objeto misterioso e, finalmente, percebe a conexão entre a espada, a flor e o objeto estranho, bem como as vítimas.
A espada, a flor e o estranho objeto são objetos mantidos pelo Rei, pela Rainha e pelo Valete das cartas de baralho. Além disso, o primeiro nome de Megure, Juzo, pode ser lido como 13. Kisaki em inglês significa rainha. O Sobrenome de Agasa, Hiroshi, tem como último caractere, shi, que é uma combinação de 10 e 1. Megure entra na sala e diz que Jo Murakami pode ser o culpado do assassinato em série. Kogoro também menciona que não seria estranho se Murakami guardasse rancor, pois já o prendeu antes. Quando Shiratori tenta dar detalhes, Megure de repente o interrompe. Kogoro então menciona que conhece alguém com dez, ou "tou" no nome dela, Towako. A polícia corre então rapidamente e coloca Towako sob proteção. Quando Ran e Conan mais tarde perguntam a Shiratori o que ele iria dizer, ele menciona que Murakami tentou escapar da prisão e manteve a mãe de Ran como refém. Apesar do treinamento padrão, Kogoro abriu fogo contra o criminoso e, eventualmente, foi expulso da polícia.
Quando Ran mais tarde chama Conan de Shinichi, ela pergunta se ele atiraria em um criminoso. Conan menciona que embora Kogoro tenha atirado em Eri, ele também questiona se essa era toda a verdade e desliga. Na agência, Conan mais tarde se lembra de outra pessoa com dez em seu nome, Hiroki Tsuji. Megure, Kogoro e Shiratori rapidamente correm para a localização de Tsuji, junto com Ran e Conan. Tsuji se recusa a cancelar a viagem, mas permite que Megure e Mouri o acompanhem até o aeroporto de Touto. Mais tarde, é mostrado que Conan se escondeu no helicóptero.
Durante o voo Tsuji repentinamente cega temporariamente com o brilho do sol. Conan tenta pousar o helicóptero na Escola Elementar de Teitan. Além disso, Conan contata os Detetives Boys, que tentam evacuar todos no pátio da escola. No entanto, o helicóptero atinge uma corrente descendente, causando sua queda. O helicóptero explode mais tarde devido a um vazamento de gás.
O colírio que Tsuji usou era na verdade um remédio miriático, fazendo com que as pupilas de Tsuji se dilatassem e ele ficasse cego pelo sol. Como o remédio midriática leva de 10 dias a duas semanas para parar de surtir efeito, Tsuji acaba impossibilitado de participar do US Open. Kogoro menciona que não conhece ninguém com nove no nome, mas conhece um oito, Kohei Sawaki. Megure, Kogoro, Conan e Ran visitam Kohei Sawaki em sua residência. Sawaki tem uma grande coleção de vinho em seu apartamento e, enquanto Conan estava caminhando, ele percebeu alguns danos no chão. Sawaki menciona que deixou cair uma garrafa de vinho ali. Sawaki comenta que irá ao Aquacrystal para ter uma reunião com o dono Asahi sobre um restaurante lá. Naquele momento, Shiratori percebe que há um nove em Asahi. Conan e Ran seguem Megure e Kogoro até o Aquacrystal, onde encontram Osani Nana-san (sete), Nishina Minoru (dois), Shishido Eimei (seis), Peter Ford (quatro) - o Sobrenome (Ford) tem semelhança fonética com "quatro". Eles vão de monotrilho até o complexo principal. Assim que chegam ao restaurante, eles percebem que Shiratori Ninzaburo tem um três no nome. Ran menciona que Shinichi é um deles.
Osani então desafia Minoru Nishina, dizendo que o restaurante que Nishina recomendou era terrível. Osani dá a Nishina um desafio de degustação às cegas, onde Nishina deduz o vinho como Chambertin incorretamente. Sawaki então deduz corretamente o vinho, dizendo que é um Beaujolais Moulin-a-Vent.
Conan pega um pouco de suco para Ran e, surpreendentemente, Kogoro pega o outro suco em vez de beber cerveja. Quando Conan vai buscar mais suco, ele nota Sawaki provando um pouco de pimenta em pó. Mais tarde, quando o grupo visita uma adega, Sawaki se esquiva por pouco de uma armadilha aparentemente armada por Murakami. A polícia percebe que Asahi pode já estar morto. Enquanto o grupo tenta sair, Nana percebe o corpo afogado de Asahi, e a entrada do restaurante está trancada. A saída de emergência está bloqueada com cimento, não deixando como escapar. O resto se espalha em busca de saídas alternativas, enquanto Nana fica para trás com Ran e Conan. Quando Conan tenta olhar também, ele abaixa a lata de suco e tenta correr. No entanto, Ran o pega. Mas então, a energia é cortada, o que deixa Nana em pânico. Quando as luzes voltam, Nana é encontrada esfaqueada. Quando Conan nota que o culpado agarrou Nana com a mão direita, ele percebe que Murakami não é o culpado. Conan vai buscar água mineral para todos. Enquanto todos bebem, Conan diz que encontrou o verdadeiro culpado. Naquele momento, as luzes se apagam após uma explosão. Outra explosão causa uma inundação no restaurante. Kogoro salva Nishina, que é uma nadadora desesperada, e Conan percebe que todos, exceto Ran, conseguiram. É então mostrado que Ran foi pega no carro. Quando Conan tenta salvar Ran, ele acaba tendo sua perna presa, conseguindo sair logo depois. No entanto, Ran dá o oxigênio que Conan deu a ela na forma de um beijo. Conan rapidamente usa os suspensórios elásticos para mover o carro e salvar Ran. A tripulação mais tarde encontra outra saída devido à inundação. Quando Sawaki tenta aplicar a RCP em Nishina, Conan, usando a voz de Kogoro, insiste que Shiratori faça a RCP. Enquanto a RCP é aplicada, Conan usa o tranquilizante e começa a deduzir através de Kogoro.
Ele revela que o culpado não era Murakami devido ao fato de Murakami ser canhoto, mas o culpado era destro. Ele revela que Kohei Sawaki é o culpado. Ele observa que Sawaki tem Aguesia, um distúrbio que tira o paladar. Ele confirma isso pelo fato de que Sawaki estava provando pimenta, enquanto um sommelier normal nunca faria algo assim. Ele também menciona que, embora Conan tivesse trago água mineral para a tripulação, o copo de Sawaki era o único com sal. Na verdade, ele estrangulou Murakami até a morte.
Sawaki então tenta escapar enquanto toma Ran como refém. Ele também dispara mais explosivos, causando o colapso do Aquacrystal. Kogoro, Megure e Conan perseguem Sawaki.
Quando Shiratori aponta uma arma para Sawaki no telhado, Conan diz que, como suas mãos estão tremendo, ele atingirá Ran. Shiratori atira sua arma em sinal de rendição. Quando Sawaki vê Kogoro e Shiratori se preparando para atacar, ele exige que Conan traga a arma para ele. Conan pega a arma, então percebe porque Kogoro atirou em Eri naquela época. Ele atira, enquanto a bala mal atinge Ran, deixando-a inconsciente. Kogoro derruba Sawaki com sua habilidade ippon seoi nage e ajuda Conan a salvar Ran. Quando Sawaki tenta se suicidar, Kogoro o salva. As pessoas restantes partem no helicóptero e Kogoro acaba percebendo que tem medo de altura.

### Símbolos de cartas de baralho
No decorrer do filme, vários personagens são representados por um certo número de um baralho de cartas padrão. As cartas de baralho são todas de espadas, o que representa a morte. O nome da vítima, a pista deixada para trás e a conexão com o número são exibidos abaixo no gráfico. Como a adaptação em inglês mudou os nomes dos personagens, as relações correspondentes entre o personagem e os números foram alteradas de acordo.
| Número da carta ou nome       | Nome da vítima (Versão inglesa)                | Conexão com o número (Versão japonesa)                                                         | Nome da vítima (Versão japonesa)                       | Conexão com o número (Versão japonesa)                                      | Dica deixada para trás                           |
| Coringa                       | J.T. Morano                                    | Seu apelido no cassino é "coringa".                                                            | Jyou Murakami (村上 丈, Murakami Jyō)                  | Mesmo que na versão em inglês.                                              |                                                  |
| Número 13/Rei de Espadas      | Joseph Meguire                                 | Seu nome tem 13 letras.                                                                        | Juzou Megure (目暮 十三, Megure Jūzō)                  | Seu primeiro nome é "treze".                                                | O Rei Faca/Adaga                                 |
| Número 12/A Rainha de Espadas | Eva Kaden                                      | Seu primeiro nome significa "Rainha" em outras línguas.                                        | Eri Kisaki (妃 英理, Kisaki Eri)                       | 妃 significa "Rainha" em Japonês.                                           | A Rainha e sua flor                              |
| Número 11/Valete de Espadas   | Hiroshi Agasa                                  | Ele tem 11 patentes de invenções.                                                              | Hiroshi Agasa (阿笠 博士, Agasa Hiroshi)               | 士 é uma combinação do kanji de dez (十) e de um (一).                      | O Valete Real Cetro                              |
| Falso número 10               | Tammy Diez                                     | Seu sobrenome significa dez em espanhol.                                                       | Towako Okano (岡野 十和子, Okano Towako)               | Seu nome contém o kanji de 10 (十).                                         | Sem dicas                                        |
| Número 10                     | Henry Tish, jogador profissional de golfe      | Ele é atualmente elencado como o 10° melhor jogador de golfe do mundo.                         | Hiroki Tsuji (辻 弘樹, Tsuji Hiroki)                   | 辻 contém o kanji de 10 (十).                                               | O Dez de Espadas num baralho de cartas padrão    |
| Number 9                      | Chris Ashton, desenvolvedor (The Hotel Tycoon) | Seus projetos incluem nove importantes construções na cidade.                                  | Katsuyoshi Asahi (旭 勝義, Asahi Katsuyoshi)           | 旭 contém o kanji para "nove" (九).                                         | O Nove de Espadas num baralho de cartas padrão   |
| Number 8                      | Kevin Simms, sommelier                         | Participou de uma escola de culinária com um programa de 8 anos.                               | Kouhei Sawaki (沢木 公平, Sawaki Kōhei)                | 公 contém o kanji de oito (八).                                             | O Oito de Espadas num baralho de cartas padrão   |
| Número 7                      | Nina Oliver, modelo                            | É modelo desde que tinha sete anos.                                                            | Nana Osanai (小山内 奈々, Osanai Nana)                 | Nana É um jeito em japonês de ler sete.                                     | O Sete de Espadas num baralho de cartas padrão   |
| Número 6                      | Emilio Cantore, fotógrafo                      | Ele tem seis filhos.                                                                           | Eimei Shishido (宍戸 永明, Shishido Eimei)             | 宍 contém o kanji de "seis" (六).                                           | O Seis de Espadas em um baralho de cartas padrão |
| Número 5                      | Richard Moore                                  | Seu sobrenome tem cinco letras.                                                                | Kogoro Mouri (毛利 小五郎, Mōri Kogorō)                | 小五郎 contém o kanji de "cinco" (五).                                      | O Cinco de Espadas num baralho de cartas padrão  |
| Número 4                      | Peter Ford                                     | Seu sobrenome tem quatro letras.                                                               | Peter Ford (ピーター・フォード, Bītā Fōdo)             | Seu sobrenome (Ford) tem uma fonética similar a "four" (quatro, em inglês). | O Quatro de Espadas num baralho de cartas padrão |
| Número 3                      | Inspetor Nicholas Santos                       | Ele é o terceiro filho de três filhos, cada um deles nascendo 3 anos de diferença um do outro. | Ninzaburo Shiratori (白鳥 任三郎, Shiratori Ninzaburō) | 任三郎 contém o kanji de "três" (三).                                       | O Três de Espadas num baralho de cartas padrão   |
| Número 2                      | Mason Norfolk, escritor de comida              | Escreveu dois livros.                                                                          | Minoru Nishina (仁科 稔, Nishina Minoru)               | 仁 contém o kanji de "três" (二).                                           | O Dois de Espadas num baralho de cartas padrão   |
| Number 1/Ás de Espadas        | Jimmy Kudo                                     | Ele é o detetive número um.                                                                    | Shinichi Kudo (工藤 新一, Kudō Shin'ichi)              | 新一 contém o kanji de "um" (一).                                           | O Ás de Espadas num baralho de cartas            |

## Equipe de produção
Autor Original: Gosho Aoyama
Diretor: Kenji Kodama
Roteiro: Kazunari Furuuchi
Storyboards: Masato Sato, Ko Matsuzono, Kenji Kodama
Diretor: Masato Sato
Produção: Comitê de produção de "Detective Conan" (Shogakukan, Yomiuri TV Broadcasting, Shogakukan Production, Polygram, Toho, Kyokuichi)
Distribuição: Toho

## Elenco
| Função                                                   | Voz japonesa      | Voz inglesa          |
| -------------------------------------------------------- | ----------------- | -------------------- |
| Conan Edogawa                                            | Minami Takayama   | Alison Retzloff      |
| Shinichi Kudo / Jimmy Kudo                               | Kappei Yamaguchi  | Jerry Jewell         |
| Mitsuhiko Tsuburaya / Mitch Tsuburaya                    | Ikue Ohtani       | Cynthia Cranz        |
| Kogoro Mouri / Richard Moore                             | Akira Kamiya      | R. Bruce Elliott     |
| Ran Mouri / Rachel Moore                                 | Wakana Yamazaki   | Colleen Clinkenbeard |
| Genta Kojima / George Kojima                             | Wataru Takagi     | Mike McFarland       |
| Ayumi Yoshida / Amy Yoshida                              | Yukiko Iwai       | Monica Rial          |
| Sonoko Suzuki / Serena Sebastian                         | Naoko Matsui      | Laura Bailey         |
| Inspetor Meguire                                         | Chafurin          | Mark Stoddard        |
| Dr. Hiroshi Agasa                                        | Kenichi Ogata     | Bill Flynn           |
| Detetive Ninzaburou Shiratori / Detetive Nicholas Santos | Kaneto Shiozawa   | Eric Vale            |
| Tammy Diez                                               | Miyuki Ichijo     | Carrie Savage        |
| Emilio Cantore                                           | Kenji Utsumi      | Christopher R. Sabat |
| Kevin simms                                              | Ryuusei Nakao     | Chuck Huber          |
| Mason Norfolk                                            | Hirotaka Suzuoki  | Jason Liebrecht      |
| Peter Ford                                               | Andy Holyfield    | John Swasey          |
| Eri Kisaki / Eva Kaden                                   | Gara Takashima    | Julie Mayfield       |
| Nina Oliver                                              | Maya okamoto      | Luci Christian       |
| Henry Tish                                               | Takashi Taniguchi | Troy Baker           |
| Jake Marano                                              | Eiichiro Suzuki   | Troy Baker           |

## Produção

### Música tema
- Em japonês:

"Shōjo no Koro ni Modotta Mitai ni" (少女の頃に戻ったみたいに, lit. "Like I was a young girl")
Letra: Izumi Sakai / Música: Aika Ohno / Arranjado por: Daisuke Ikeda / Interpretado por: Zard

### Trilha sonora
Masayoshi Takanaka (guitarra solo), Ken Yoshida (baixo) e Nobu Saito (percussão) estão encarregados da apresentação de "Detective Conan Main Theme (Target Version)". Além disso, Takeshi Ito da T-SQUARE ("Conan passes", "Aqua Crystal", "Into Aqua Crystal", "Frustration"), Casiopea's Tetsuo Sakurai ("Aqua Crystal", "Into Aqua Crystal"), George Yanagi (versão vocal) também participam.

## Bilheteria
Nas bilheterias japonesas, o filme obteve uma receita (aluguel) dos distribuidores de 1.05 bilhão de iene, e uma bilheteria bruta total de 1.85 bilhão de iene.

## Mídia doméstica

### VHS
O VHS do filme foi lançado em 14 de abril de 1999. Foi descontinuado logo depois de 2006, quando foi mudado para DVD.

### DVD da região 2
O DVD do filme foi lançado em 28 de março de 2001. Um novo DVD foi lançado em 25 de fevereiro de 2011, reduzindo significativamente o preço original e adicionado o trailer do filme como um recurso especial.

### DVD da região 1
A versão em inglês de The Fourteenth Target da Funimation foi lançada em 20 de novembro de 2007. Devido à americanização da maioria dos nomes dos personagens, a maioria das explicações para os nomes foram alteradas. O final deste filme também foi alterado para um loop infinito de carros de polícia com suas luzes de sirene na cena final e os créditos exibidos sobre elas.

### Blu-ray
A versão Blu-ray do filme foi lançada em 24 de junho de 2011. O Blu-ray contém o mesmo conteúdo do DVD, além de um mini-livreto explicando o filme e a função BD-live.

## Recepção
Carlo Santos, do Anime News Network, fez uma crítica mista do filme, dizendo que embora seja "um bom filme de ação e suspense com uma configuração de mistério inteligente", encontrou uma falha na dublagem em inglês da história e terminou dizendo: "Resumindo, é um daqueles filmes que acaba sendo um longo episódio de TV".